# غرانبي (كولورادو)
غرانبي (بالإنجليزية: Granby, Colorado)‏ هي بلدة تقع في مقاطعة غراند، كولورادو بولاية كولورادو في الولايات المتحدة. تأسست عام 1904، تبلغ مساحتها 4.6 (كم²)، وترتفع عن سطح البحر 2428 م، بلغ عدد سكانها 1663 نسمة في عام 2009 حسب إحصاء مكتب تعداد الولايات المتحدة وتصل الكثافة السكانية فيها 331.5 نسمة/كم2.

## وصلات خارجية
- The US50 - Cities and Towns in Colorado State
- Colorado Cities and Towns, Facts, Map, Flag, Colleges, Government, and More